# Трелоні (округа)
Сент-Трелоні (англ. Trelawny Parish, ям. креол Chrilaani Parish) — округа (парафія), розташована в південно-західній частині острова Ямайка. Входить до складу неофіційного графства Корнвол. На заході межує з округою Сент-Джеймс, на сході — з округою Сент-Енн, на півдні — з округами Сент-Елізабет  і Манчестер. 
Столиця — містечко Фалмут.